# Sei Nazioni femminile 2002
Il Sei Nazioni 2002 (in inglese Tournoi des Six Nations féminin 2002; in francese 2002 Women's Six Nations Championship; in spagnolo Seis Naciones femenino 2002) fu la 1ª edizione del torneo rugbistico femminile con la formula che vedeva annualmente confrontarsi le nazionali femminili di Francia, Galles, Inghilterra, Irlanda, Scozia e Spagna, nonché la 7ª in assoluto considerando anche le edizioni dell'Home Championship e del Cinque Nazioni.
La competizione si tenne dal 2 febbraio al 7 aprile 2002 e vide, dopo due stagioni d'assenza, il ritorno dell'Irlanda che, stante la permanenza della Spagna che aveva rimpiazzato proprio le atlete in maglia verde, portò la composizione del torneo a 6 squadre.
Per la seconda volta dall'inaugurazione del torneo non fu l'Inghilterra (comunque aggiudicataria della Triple Crown) a vincere ma la Francia, che nell'occasione portò a casa, oltre al titolo del Sei Nazioni, anche il suo primo Slam.

## Risultati

### 1ª giornata
| Arbitro: | Des Woods |

|                                  |      |  |
| Donadieu 53’ Devilliers 62’, 75’ | mt   |  |
| Sartini 53’, 62’, 75’            | tr   |  |
| Sartini 10’                      | c.p. |  |

| Limerick 3 febbraio 2002, ore 19 UTC                | Irlanda | 9 – 13 referto | Galles | Thormond Park |
| mt Flowers tr A. Thomas Reid (3) c.p. A. Thomas (2) |         |                |        |               |
|                                                     |         |                |        |               |
|                                                     | mt      | Flowers        |        |               |
|                                                     | tr      | A. Thomas      |        |               |
| Reid (3)                                            | c.p.    | A. Thomas (2)  |        |               |

| Dunbar 3 febbraio 2002 | Scozia | 8 – 35 | Inghilterra |  |

### 2ª giornata
| Bridgend 15 febbraio 2002, ore 19:15 UTC               | Galles | 0 – 20 referto              | Francia | Brewery Field |
| mt Donnedieu Hayraud Devillers tr Sartini c.p. Sartini |        |                             |         |               |
|                                                        |        |                             |         |               |
|                                                        | mt     | Donnedieu Hayraud Devillers |         |               |
|                                                        | tr     | Sartini                     |         |               |
|                                                        | c.p.   | Sartini                     |         |               |

| Arbitro: | Nigel Williams |

|                  |    |                                      |
| Alegría 60’, 80’ | mt | 25’ Chalmers 36’ tecnica 73’ Dickson |
| Vila 60’, 80’    | tr | 36’ Chalmers                         |

| Worcester 17 febbraio 2002, ore 14:30 UTC                                               | Inghilterra | 79 – 0 referto | Irlanda | Sixways Stadium |
| Garnett De Biase Diver (4) Crawford (2) Yapp George (2) Feltham Day mt Frost (6) Rae tr |             |                |         |                 |
|                                                                                         |             |                |         |                 |
| Garnett De Biase Diver (4) Crawford (2) Yapp George (2) Feltham Day                     | mt          |                |         |                 |
| Frost (6) Rae                                                                           | tr          |                |         |                 |

### 3ª giornata
| Lione 1º marzo 2002 | Francia | 22 – 17 | Inghilterra |  |

| Madrid 2 marzo 2002 | Spagna | 20 – 0 referto | Galles |  |

| Limerick 2 marzo 2002, ore 12 UTC | Irlanda | 0 – 13 referto | Scozia | Thomond Park |

### 4ª giornata
| Richmond upon Thames 23 marzo 2002 | Inghilterra | 40 – 0 | Galles | Old Deer Park |

| Edimburgo 24 marzo 2002 | Scozia | 12 – 22 | Francia |  |

| Limerick 24 marzo 2002                        | Irlanda | 6 – 8 referto | Spagna | Thomond Park |
| mt 25’ Pérez Reid 3’ Belton 73’ c.p. 35’ Vila |         |               |        |              |
|                                               |         |               |        |              |
|                                               | mt      | 25’ Pérez     |        |              |
| Reid 3’ Belton 73’                            | c.p.    | 35’ Vila      |        |              |

### 5ª giornata
| Melun 5 aprile 2002 | Francia | 46 – 0 referto | Irlanda | Stadio municipale (3 340 spett.) |

| Madrid 7 aprile 2002 | Spagna | 14 – 53 | Inghilterra |  |

| Llanelli 7 aprile 2002                                                  | Galles | 3 – 31 referto                        | Scozia | Stradey Park |
| mt Hutt (2) Kennedy Petlevannaia Macleod tr Chalmers (3) A. Thomas c.p. |        |                                       |        |              |
|                                                                         |        |                                       |        |              |
|                                                                         | mt     | Hutt (2) Kennedy Petlevannaia Macleod |        |              |
|                                                                         | tr     | Chalmers (3)                          |        |              |
| A. Thomas                                                               | c.p.   |                                       |        |              |

## Classifica
| Pos | Squadra     | G | V | N | P | PF  | PS  | DP   | Pt |
| --- | ----------- | - | - | - | - | --- | --- | ---- | -- |
| 1   | Francia     | 5 | 5 | 0 | 0 | 134 | 29  | +105 | 10 |
| 2   | Inghilterra | 5 | 4 | 0 | 1 | 224 | 44  | +180 | 8  |
| 3   | Scozia      | 5 | 3 | 0 | 2 | 81  | 74  | +7   | 6  |
| 4   | Spagna      | 5 | 2 | 0 | 3 | 56  | 100 | −44  | 4  |
| 5   | Galles      | 5 | 1 | 0 | 4 | 16  | 120 | −104 | 2  |
| 6   | Irlanda     | 5 | 0 | 0 | 5 | 15  | 159 | −144 | 0  |